# Hiatus Kaiyote
Hiatus Kaiyote est un groupe de neo soul formé à Melbourne, Australie en 2011. 

## Biographie
Le quartet est composé de Nai Palm, chanteuse et guitariste, Perrin Moss, percussionniste, Simon Mavin, clavieriste et enfin Paul Bender,  bassiste.
En 2013, ils sont nommés au Grammy Awards dans la catégorie Meilleure R&B Performance pour le morceau Nakamarra, en featuring avec Q-Tip. La chanson apparaît sur leur premier album, Tawk Tomahawk, publié par Flying Buddha. 
En 2014 le groupe repart en tournée avec trois choristes supplémentaires : Jace, Loreli, and Jay Jay.
Le groupe publie son deuxième album, Choose Your Weapon, le 1er mai 2015. L'agrégateur de critiques Metacritic donne à l'album une note de 88 sur 100, basée sur 6 commentaires, avec le commentaire acclamation universelle. Le 9 mai 2015, Choose Your Weapon entre au chart des albums australiens à la 22e place.

## Discographie

### Albums studio
- Tawk Tomahawk (2012)
- Choose Your Weapon (2015)
- Mood Valiant (2021)
- Love Heart Cheat Code (2024)

### EP
- By Fire (2014)

### Singles
- Live in Revolt (2013)

## Vidéos
- "Jekyll" (2012)
- "Lace Skull" (2013)
- "Nakamarra" (2013)
- "Breathing Underwater" (2015)
- "Red Room" (2021)
- "Get Sun" (2021)
- "And We Go Gentle" (2021)